# Vedette (marque)
 (septembre 2018).
Vedette est une marque française d'appareils ménagers, spécialisée dans la fabrication de lave-linge. Ceux-ci sont désormais fabriqués en Algérie et en Chine, après le rachat de la maison mère par le géant algérien Cevital sous la présidence d'Isaad Rebrab en 2014 
Elle appartient actuellement au Groupe Brandt.

## Histoire
La marque Vedette a été créée par Joseph Miliotis, fondateur de la société Surmelec et propriétaire de la marque. La première machine à laver Vedette a été présentée à la Foire de Paris de 1947. Moins de dix ans après son lancement, le chiffre d’affaires de la société dépassait les cinq milliards de francs. Ces machines étaient fabriquées à Paris dans des usines qui se situaient rue du Surmelin et rue Saint-Fargeau (20e).
la société Surmelec fusionne en 1965 avec Hotchkiiss-Brandt et intègre le groupe Thomson-Brandt en 1966.
La marque installe sa notoriété dans les années 1970, avec l’arrivée sur les écrans de la fameuse publicité de la Mère Denis, authentique lavandière du Cotentin, qui clame « Ça c’est vrai çà ! ». Grâce à cette icône publicitaire, créée par le publicitaire Pierre Baton, Vedette devient la marque de lave-linge la plus connue des Français.